# Władimir Gribkow
Władimir Wasiljewicz Gribkow (ros. Владимир Васильевич Грибко́в; ur. 19 kwietnia?/2 maja 1902 w Woroneżu, zm. 22 października 1960 w Moskwie) – radziecki aktor teatralny, filmowy i głosowy. Zasłużony Artysta RFSRR (1948). Laureat Nagrody Stalinowskiej (1952). W latach 1924–1938 oraz 1944–1960 aktor Moskiewskiego Akademickiego Teatru Artystycznego. Pochowany na Cmentarzu Wwiedieńskim w Moskwie.

## Wybrana filmografia

### Role filmowe
- 1936: Ostatnia noc jako Michajłow, przewodniczący komitetu rewolucyjnego
- 1941: Czarodziejskie ziarno
- 1943: Aktorka jako Anatolij Obolenski
- 1943: Skrzydlaty dorożkarz jako Kulikow
- 1948: Opowieść o prawdziwym człowieku jako pielęgniarz Zujew

### Role głosowe
- 1950: Bajka o rybaku i rybce jako narrator (głos)
- 1950: Czarodziejski skarb jako kupiec Gałsan (głos)
- 1951: Noc wigilijna jako Czart (głos)
- 1952: Kasztanka jako narrator (głos)
- 1952: Szkarłatny kwiat jako Kondrat (głos)
- 1954: Królewna żabka (głos)
- 1957: Królowa Śniegu jako Ole-Lukøie (głos)

## Nagrody i odznaczenia
- Nagroda Stalinowska (1952)
- Zasłużony Artysta RFSRR (1948)
- Order „Znak Honoru” (1948)

Źródło: